# Svetvinčenat
Svetvinčenat (italsky Sanvincenti) je vesnice a správní středisko stejnojmenné opčiny v Chorvatsku v Istrijské župě. Nachází se asi 19 km jihozápadně od Pazinu. V roce 2011 žilo ve Svetvinčenatu 267 obyvatel, v celé opčině pak 2 202 obyvatel.
Součástí opčiny je celkem 19 trvale obydlených vesnic. Dříve byla součástí opčiny i bývalá vesnice Pučki.
- Bibići – 146 obyvatel
- Bokordići – 76 obyvatel
- Boškari – 33 obyvatel
- Bričanci – 57 obyvatel
- Butkovići – 186 obyvatel
- Cukrići – 154 obyvatel
- Čabrunići – 155 obyvatel
- Foli – 55 obyvatel
- Juršići – 181 obyvatel
- Kranjčići – 80 obyvatel
- Pajkovići – 76 obyvatel
- Peresiji – 37 obyvatel
- Pusti – 38 obyvatel
- Raponji – 66 obyvatel
- Režanci – 219 obyvatel
- Salambati – 23 obyvatel
- Smoljanci – 189 obyvatel
- Svetvinčenat – 267 obyvatel
- Štokovci – 164 obyvatel

Opčinou prochází státní silnice D77 a župní silnice Ž5097, Ž5098 a Ž5099. Blízko též prochází dálnice A9. Svetvinčenat je často navštěvován turisty díky svému historickému rázu, hradu Morosini-Grimani, kostelu Zvěstování Panny Marie, náměstí Placa a kaplím sv. Antonína Opata, sv. Kateřiny a sv. Vincencia, od jehož jména název Svetvinčenat původně pochází.